# どこかで家族
NHKオーディオドラマ『どこかで家族』は、NHK-FM「FMシアター」で2014年3月8日22:00-22:50に放送されたNHK松山放送局制作のラジオドラマ。

## あらすじ
東日本大震災で罹災し、地元で暮らすことが難しくなった4人の家族。
母と息子は遠く離れた四国・愛媛へ。父と娘は地元に残り暮らしを立て直そうとする。
当初は、一時的に離れるだけのはずだったが、「自分のせいで家族を壊してしまった。」「会いたいなんて言っていいのか？」「今さら会って何ができる？」そんな思いを抱えたまま、目の前のことに向き合うだけで精いっぱいの毎日。元どおりになるきっかけを失ったままバラバラの時間だけが過ぎてゆく。
―それから9年後。2020年、東京オリンピックを機に、一家は再会を果たす。
〈ゆるし〉とは、〈救い〉とは、そして〈生きること〉とは……。木皿泉が描く、家族の物語。ー公式サイトよりー

## キャスト
- 春川拓海 - 柿澤勇人
- 春川登 - 石川禅
- 春川安江 - 金沢映子
- 春川結衣 - 佐藤みゆき
- ノブッチン - 高橋広司
- 拓海の幼少期 - 西田光貴
- テレビのリポーター、伊予ことば指導 - 合田絢子
- オリンピック会場のアナウンス - 橋本美紀
- 駅員 - 後田真欧

## スタッフ
- 脚本 - 木皿泉
- 音楽 - やまだ豊
- 演出 - 小野見知

## 受賞
第51回ギャラクシー賞（2013年度） ラジオ部門 選奨受賞、文化庁芸術祭参加作品。